# Bolivarisme
Het bolivarisme (Spaans bolivarianismo) is een politieke ideologie zoals die gepropageerd werd door de Venezolaanse president Hugo Chávez. Het bolivarisme is een vorm van socialisme en is genoemd naar de 19e-eeuwse onafhankelijkheidsstrijder Simón Bolívar. Vaak wordt ook gesproken over de bolivariaanse revolutie.

## Ideologie
De kernpunten van het bolivarisme van Chávez zijn:
- Politieke en economische soevereiniteit en anti-imperialisme
- Grassrootsdemocratie, deelname van de bevolking aan het politieke proces, o.a. door referenda
- Economische zelfvoorziening
- Het bevorderen van een nationale ethiek en loyaliteit aan de natie
- Een verdeling van de Venezolaanse olieopbrengsten op een manier die de gehele bevolking ten goede komt
- Het bestrijden van corruptie

Het bolivarisme vindt (vooralsnog) voornamelijk aanhang in Venezuela, hoewel het ook in de rest van Latijns-Amerika aan populariteit wint. Chávez heeft bij het invoeren van een nieuwe grondwet in 1999 Venezuela laten hernoemen tot de Bolivariaanse Republiek Venezuela en heeft de aanzet gegeven tot talloze 'bolivariaanse initiatieven'. Deze veranderingen noemt hij de Bolivariaanse Revolutie. Internationaal gezien manifesteert het bolivarisme zich voornamelijk in de samenwerking van Venezuela met andere Latijns-Amerikaanse landen (Brazilië, Argentinië, Chili, Uruguay, Bolivia en Cuba) in het verzet tegen onder andere neoliberalisme.
In vooral historische zin wordt de term bolivarisme ook wel gebruikt voor aanhangers van Bolívar, of mensen die zoals Bolívar een eenheid van Latijns-Amerika voorstaan. Het onderscheid is belangrijk, want de historische persoon Simón Bolívar was behalve een soevereinist ook een liberaal, iets waar het regime in Venezuela tegen fulmineert.

## Invloeden
Behalve Simón Bolívar noemt Chávez ook het 'boek van Hardt en Negri' als invloed op zijn beleid.